# ヒーズ・オール・ザット
『ヒーズ・オール・ザット』（原題: He's All That）は2021年に配信されたアメリカ合衆国のロマンティック・コメディ映画である。監督はマーク・ウォーターズ、主演はアディソン・レイとタナー・ブキャナンが務めた。本作は主人公の性別を入れ替えた上で、映画『シーズ・オール・ザット』（1999年）をリメイクした作品である。

## 概略
高校生のパジェット・ソーヤーはInstagramでインフルエンサーとして活躍していたが、彼氏の浮気現場に鉢合わせした際、カメラの前で取り乱す姿を晒してしまった。汚名を返上するべく、パジェットはある課題にチャレンジすることにした。その課題とは、彼女が通う高校で一番ダサい男子学生、キャメロンをプロムキングにするというものであった。達成は到底不可能に思われたが、パジェットは粘り強くキャメロンと関わり、彼に社交の場での振る舞いをレクチャーしていった。その過程で2人は徐々に惹かれ合っていくのだった。

## キャスト
※括弧内は日本語吹替。
- パジェット・ソーヤー：アディソン・レイ（近藤唯）
- キャメロン・クウェラー：タナー・ブキャナン（宮崎遊）
- オールデン：マディソン・ペティス（志田有彩）
- アンナ・ソーヤー：レイチェル・リー・クック（折笠富美子）
- ボッシュ校長：マシュー・リラード（高木渉）
- ジョーダン・ヴァン・ドラーネン：ペイトン・マイヤー（武内駿輔）
- ブリン・クウェラー：イザベラ・クロヴェッティ（中野さいま）
- クイン：マイラ・モリー（金香里）
- ニーシャ：アニー・ジェイコブ（大平あひる）
- ジェシカ・マイルズ・トレス：コートニー・カーダシアン（三石琴乃）
- アニストン：ヴァネッサ・デュバッソ
- セレステ：ヘザー・アン・ゴットリーブ
- セバスティアン・ウー：ロメル・デ・シルヴァ
- ローガン：アンドリュー・マタラッツォ
- トラック：ドミニク・グッドマン
- キャメロンの祖母：ジル・ベイシー
- ジャマル：エヴァン・フィールズ

## 製作・音楽
2020年9月11日、映画『シーズ・オール・ザット』のリメイク企画が進んでおり、マーク・ウォーターズ監督とアディソン・レイが起用されたと報じられた。10月2日、タナー・ブキャナンが本作に出演することになったとの報道があった。28日、マディソン・ペティス、マイラ・モリー、ペイトン・マイヤー、イザベラ・クロヴェッティ、アニー・ジェイコブの起用が発表された。12月14日、レイチェル・リー・クックがキャスト入りした。
本作の主要撮影がロサンゼルスのユニオン駅で行われた際、市当局は同駅にあった新型コロナウイルスの検査施設を撮影のために閉鎖しようとした。ところが、地元住民から批判の声が殺到したため、市はこの決定を覆さざるを得なくなった。
2021年6月28日、ロルフ・ケントが本作で使用される楽曲を手掛けるとの報道があった。8月27日、アストラルワークスが本作のサウンドトラックを発売した。

## 公開・マーケティング
2021年8月5日、本作のオフィシャル・トレイラーが公開された。25日、本作のプレミア上映がロサンゼルスで行われた。

## 評価
本作に対する批評家の評価は芳しいものではない。映画批評集積サイトのRotten Tomatoesには55件のレビューがあり、加重平均値は31%、平均点は10点満点で4.1点となっている。サイト側による批評家の見解の要約は「主演2人の間に織りなされるケミストリーが不足していることもあり、『ヒーズ・オール・ザット』はぎこちない作品に仕上がっている。原作よりも良い出来にする方法は数多くあったはずだが、それらを活用することはなかったようだ。」となっている。また、Metacriticには22件のレビューがあり、加重平均値は36/100となっている。